# Franz Pitzinger
Franz Pitzinger (* 22. Mai 1858 in Enzersdorf an der Fischa; † 10. Oktober 1933 in Hofstetten-Grünau) war ein österreichischer Schiffsingenieur. Er war der Nachfolger von Siegfried Popper als Leiter der Ersten Abteilung des Marinetechnischen Büros in Pola. Pitzinger bekleidete das Amt des General-Schiffbauingenieurs der Österreichischen Marine. Seine Schiffsentwürfe hatten in der Fachwelt ein hohes Ansehen und wurden vielfach ausgezeichnet.

## Leben und Werk

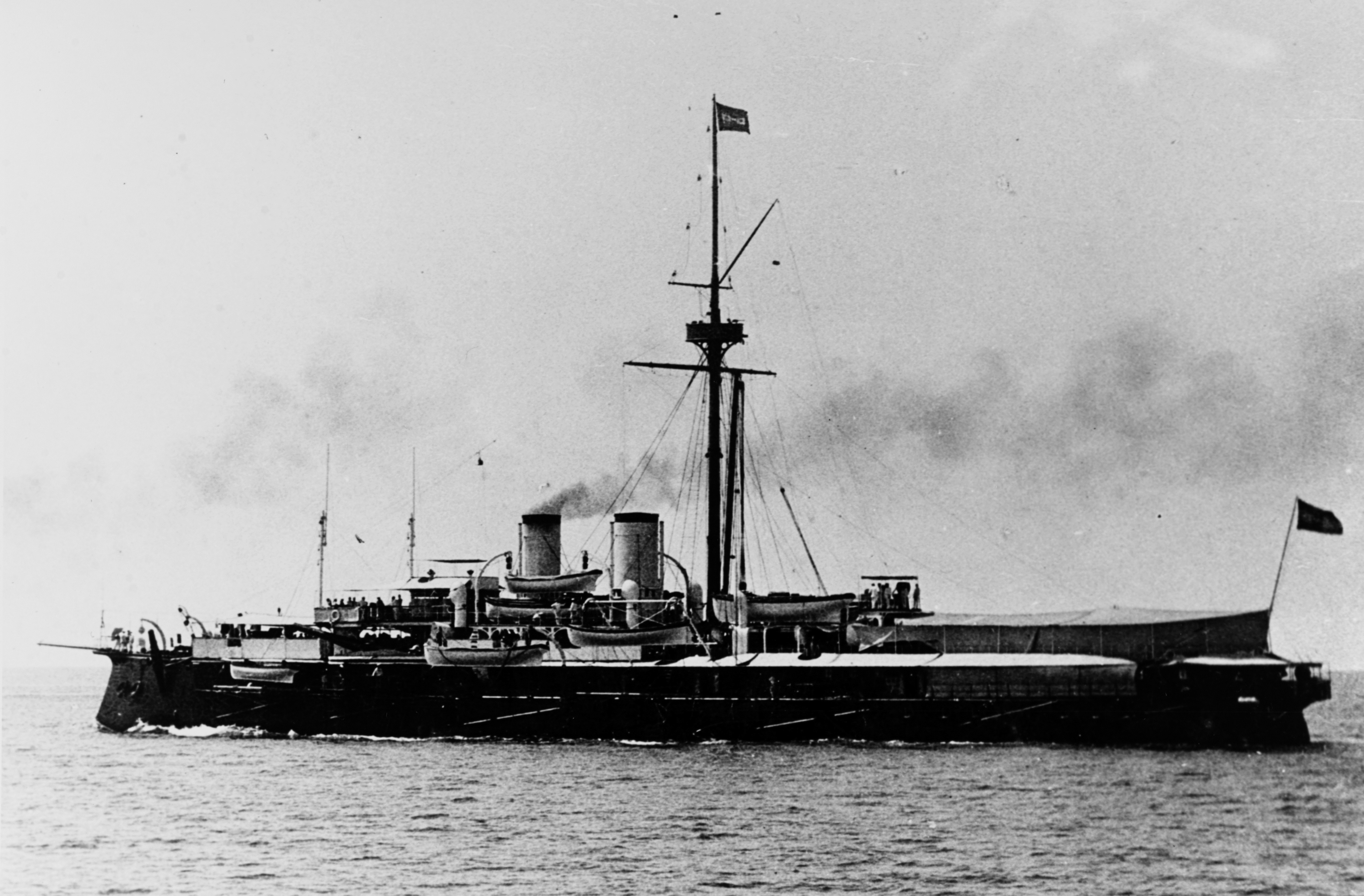
SMS Kronprinz Erzherzog Rudolf

Nach einem Studium an der Technischen Universität Wien arbeitete Pitzinger bei der britischen Firma Clayton & Shuttleworth. 1886 tat er in die Österreichische Marine ein. Pitzinger arbeitete im Seearsenal in Pola. In seinem 1910 entstandenen Fachbuch erörterte er als Erster den Einsatz des Lichtbogenschweißens im Schiffbau. 1918 wurde er zum General-Schiffbauingenieur ernannt. Dieser Dienstgrad entsprach einem Generalmajor des Heeres oder einem Kontreadmiral der Marine. Sein Vorgänger im Amt, Siegfried Popper hatte zuvor durch seinen Einsatz beim Kaiser eine Gleichstellung der Marine-Schiffsbauingenieure mit den übrigen Marineoffizieren erreicht.

SMS Zrinyi

Pitzinger war maßgeblich am Bau der Kronprinz Erzherzog Rudolf, der Kaiserin Elisabeth, der Konstruktion der Radetzky- und der Erzherzog-Karl-Klasse beteiligt. Entwürfe für die Ersatz-Zenta-Klasse, einem 20.000-Tonnen-Schlachtschiff und einem 3.000-Tonnen-Rapidkreuzer wurden preisgekrönt, aber nicht ausgeführt. Mit dem Ende des Krieges endete seine Tätigkeit.

## Veröffentlichungen
- Schiffbaukunde im Auftrage des k.u.k. Reichskriegsministeriums, Marinesektion, auf Basis der „Elemente der Schiffbaukunde“ von k.u.k. Schiffbauingenieur Othmar Kluger (1910)

## Auszeichnungen (lt. Grabstein)
- Komtur des Franz Joseph Ordens
- Ritter des Ordens der Eisernen Krone (III. Klasse)
- Eisernes Kreuz (II. Klasse)
- Bronzene Militär-Verdienstmedaille